# Anisozyga niviplena
Anisozyga niviplena är en fjärilsart som beskrevs av Louis Beethoven Prout 1913. Anisozyga niviplena ingår i släktet Anisozyga och familjen mätare. Inga underarter finns listade i Catalogue of Life.